# Кинсман (Илиноис)
Кинсман (енгл. Kinsman) град је у америчкој савезној држави Илиноис.

## Демографија
По попису из 2010. године број становника је 99, што је 10 (-9,2%) становника мање него 2000. године.
| Група             | 2000.      | 2010.      |
| Белци             | 94 (86,2%) | 97 (98,0%) |
| Афроамериканци    | 0 (0,0%)   | 0 (0,0%)   |
| Азијати           | 0 (0,0%)   | 0 (0,0%)   |
| Хиспаноамериканци | 14 (12,8%) | 2 (2,0%)   |
| Укупно            | 109        | 99         |